# Ennery
Ennery (em crioulo, Ènri), é uma comuna do Haiti, situada no departamento do Artibonite e no arrondissement de Gonaïves.